# Jarosław Żołnierczyk
Jarosław Żołnierczyk (ur. 27 lutego 1966 w Świebodzinie) – polski muzyk, koncertmistrz i solista Orkiestry Kameralnej Polskiego Radia „Amadeus”, dr habilitowany nauk muzycznych, nauczyciel akademicki  Akademii Muzycznej im. I.J. Paderewskiego w Poznaniu

## Życiorys
Naukę gry na skrzypcach rozpoczął w wieku 7 lat.
Ukończył Szkołę Muzyczną I stopnia w Poznaniu; natomiast II stopnia w Zielonej Górze, w klasie Stanisława Hajzera. Pod kierunkiem tego samego pedagoga studiował w Akademii Muzycznej w Bydgoszczy. W 1989 ukończył z wyróżnieniem Akademię Muzyczną im. I.J. Paderewskiego w Poznaniu w klasie skrzypiec prof. Bogdana Kapały.
Od 1987 koncertmistrz Orkiestry Kameralnej Polskiego Radia „Amadeus”, z którą występuje także jako solista.
Jest adiunktem Akademii Muzycznej im. I.J. Paderewskiego w Poznaniu.
Był członkiem jury I Ogólnopolskiego Konkursu Altówkowego im. Mieczysława Karłowicza w Poznaniu.

## Działalność koncertowa i dyskografia
Jako solista i kameralista występował w kraju i za granicą m.in. w Niemczech, Belgii, Japonii, Danii, Francji, Wielkiej Brytanii).
Dokonał wielu nagrań radiowych i telewizyjnych oraz płytowych, m.in. Antonia Vivaldiego – Cztery Pory Roku, Jana Sebastiana Bacha – Koncert na dwoje skrzypiec d-moll BWV 1043, Wolfganga Amadeusa Mozarta – Symfonia koncertująca KV 364.
Jest także liderem Kwartetu smyczkowego Wieniawski złożonego z muzyków Orkiestry Kameralnej Polskiego Radia „Amadeus”.

## Nagrody
- 1983 roku zdobył II nagrodę na Ogólnopolskim Festiwalu Młodych Skrzypków w Lublinie.
- 1984: IV nagroda Międzynarodowego Konkursu im. C. Nielsena w Odensew w Danii
- 1999: V nagroda Międzynarodowego Konkursu im. G. Kulenkampfa w Kolonii w Niemczech
- 1991: wyróżnienie X Międzynarodowego Konkursu im. H. Wieniawskiego w Poznaniu[5]

W 1989 poznański dziennik Głos Wielkopolski uhonorował go Medalem Młodej Sztuki przyznawanym młodym twórcom za szczególne osiągnięcia artystyczne.